# Время (газета)
«Время» (укр. Час) — російськомовна харківська газета. Фактичним власником газети є Олександр Фельдман  — керівник обласної організації Всеукраїнського об'єднання «Батьківщина». Заснована 10 січня 1938 року під назвою «Красное знамя» (до 1992 року). Виходить щоденно крім понеділка та неділі. Реєстраційне свідоцтво ХК № 904 від 6 серпня 2002 року.
Редакторами газети працювали Куликов М., Возненко Петро Прокопович, Приходько Федір Антонович, Тесленко Василь Васильович (1964—1975), Ковригін Сергій Павлович (1975—197.), Сердитов Діомід Іларіонович, Стронова О. (1999-200.), Румянцева Ірина.